# Darko Tofiloski
Darko Tofiloski (* 13. ledna 1986, Prilep) je severomakedonský fotbalový brankář, od léta 2017 bez angažmá. Jeho fotbalovým vzorem je španělský brankář Iker Casillas.
Na svém kontě má jeden start v reprezentačním A-mužstvu Makedonie (v roce 2013).

## Klubová kariéra
S fotbalem začal v makedonském klubu FK Pobeda Prilep, kde se propracoval až do A-týmu, v němž odehrál celkem 59 utkání. V roce 2008 přestoupil do švýcarského mužstva FC Schaffhausen a o 2 roky později do slovenského týmu MFK Košice. V sezóně 2013/14 vyhrál s Košicemi slovenský fotbalový pohár, ve finále jeho mužstvo porazilo ŠK Slovan Bratislava 2:1. Díky tomu hrál ve 2. předkole Evropské ligy UEFA 2014/15 proti FC Slovan Liberec. V zimní ligové přestávce 2014/15 měl namířené do francouzského klubu Tours FC z nižší ligy, ale z přestupu sešlo.
V létě 2015 přestoupil z Košic do MFK Ružomberok, podepsal smlouvu na rok. V červenci 2016 se dohodl na roční smlouvě s opcí s klubem DAC Dunajská Streda, kde nahradil odcházejícího Tomáše Tujvela. V létě 2017 v DAC skončil.

## Reprezentační kariéra
V reprezentačním A-mužstvu Makedonie debutoval 11. 6. 2013 v přátelském utkání v Oslu proti týmu Norska (prohra 0:2).